# Kabinett Drakeford I
Das Kabinett Drakeford I war die zehnte Regierung von Wales. Sie wurde nach dem Rücktritt von Carwyn Jones gebildet. Es war vom 13. Dezember 2018 bis zum 13. Mai 2021 im Amt. Es war eine Koalition der Welsh Labour Party mit den Welsh Liberal Democrats und einem Parteilosen. Sie verfügte im Senedd über die knappste mögliche Mehrheit von 31 der 60 Sitzen.

## Kabinett

### Minister
| Amt                                                                  | Bild | Name             | Partei | Partei    | Amtszeit  |
| -------------------------------------------------------------------- | ---- | ---------------- | ------ | --------- | --------- |
| First Minister (Regierungschef)                                      |      | Mark Drakeford   |        | Labour    | 2018–2021 |
| Ministerin für Finanzen Leader of the House                          |      | Rebecca Evans    | Labour | 2018–2021 |           |
| Minister für Gesundheit und soziale Dienste                          |      | Vaughan Gething  | Labour | 2018–2021 |           |
| Ministerin für internationale Beziehungen und die walisische Sprache |      | Eluned Morgan    | Labour | 2018–2021 |           |
| Minister für Wirtschaft, Verkehr und Nordwales                       |      | Ken Skates       | Labour | 2018–2021 |           |
| Ministerin für Wohnungswesen und Kommunalverwaltung                  |      | Julie James      | Labour | 2018–2021 |           |
| Ministerin für Bildung                                               |      | Kirsty Williams  |        | LibDems   | 2018–2021 |
| Ministerin für Umwelt, Energie und ländliche Angelegenheiten         |      | Lesley Griffiths |        | Labour    | 2018–2021 |
| Minister für den europäischen Wandel Generalstaatsanwalt für Wales   |      | Jeremy Miles     | Labour | 2018–2021 |           |

### Vizeminister
| Amt                                                                  | Name           | Name               | Partei    | Amtszeit  |
| -------------------------------------------------------------------- | -------------- | ------------------ | --------- | --------- |
| Stellvertretende Ministerin und Chief Whip                           |                | Jane Hutt          | Labour    | 2018–2021 |
| Stellvertretende Ministerin für Gesundheit und soziale Dienste       | Julie Morgan   | Labour             | 2018–2021 |           |
| Stellvertretender Minister für Kultur, Sport und Tourismus           |                | Dafydd Elis-Thomas | Parteilos | 2018–2021 |
| Stellvertretender Minister für Wirtschaft und Verkehr                |                | Lee Waters         | Labour    | 2018–2021 |
| Stellvertretende Ministerin für Wohnungswesen und Kommunalverwaltung | Hannah Blythyn | Labour             | 2018–2021 |           |